# Denis Milar
Denis Alfredo Milar Otero (Montevidéu, 20 de agosto de 1952) é um ex-futebolista uruguaio que atuava como atacante.

## Carreira
Denis Milar fez parte do elenco da Seleção Uruguaia de Futebol, na Copa do Mundo de  1974. 